# Kurt Hirsch (Mathematiker)

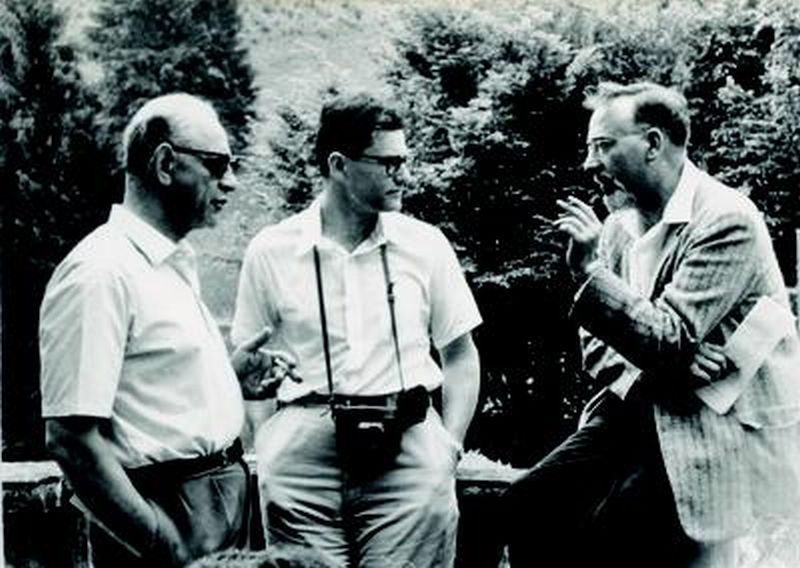
Kurt Hirsch (links), Karl W. Gruenberg (Mitte) und Richard Bruck 1960

Kurt August Hirsch (* 12. Januar 1906 in Berlin; † 4. November 1986 in London) war ein britischer Mathematiker deutscher Herkunft, der sich mit Gruppentheorie beschäftigte.

## Leben und Tätigkeit
Kurt August Hirsch wurde in Berlin als Sohn des Seifenfabrikanten Robert Hirsch (1856–1913) und dessen Frau Anna Lehmann geboren, einer Enkelin des Hamburger Porträtmalers Leo Lehmann. Sein Großvater väterlicherseits war der Pathologe und Medizinhistoriker August Hirsch. 1913 ging die Firma seines Vaters bankrott und Robert Hirsch beging Suizid. Kurt wurde auf ein Internat in Frankfurt an der Oder geschickt.
Nach dem Schulbesuch studierte Hirsch Mathematik und Philosophie an der Friedrich-Wilhelms-Universität in Berlin. Sein Studium wurde durch ein Stipendium finanziert, das er aufgrund der früheren Stellung seines Großvaters an dieser Universität erhielt. Zu seinen Lehrern gehörten Ludwig Bieberbach, Richard von Mises, Issai Schur und Erhard Schmidt. 1933 wurde er mit einer von Max Dessoir betreuten Arbeit über den Streit zwischen den Intuitionisten um Brouwer und den Formalisten um David Hilbert promoviert (Intuition und logische Form. Zur gegenwärtigen Philosophie der Mathematik). Die Dissertation hatte er bereits 1930 eingereicht und im selben Jahr seine Prüfung bestanden, konnte sich den für den Abschluss der Promotion nötigen Druck aber erst 1933 finanziell leisten.
Seit 1928 arbeitete Hirsch neben seinen mathematischen Studien als Wissenschaftsjournalist für die Vossische Zeitung. Auf mathematischem Gebiet beschäftigte er sich zu dieser Zeit besonders mit den Arbeiten von Emmy Noether und Otto Schreier und beschloss unter diesem Einfluss, sich der Gruppentheorie zuzuwenden.
Nach der Machtergreifung der Nationalsozialisten geriet Hirsch im Frühjahr 1933 politisch in Bedrängnis: Er war seit 1928 mit einer Jüdin verheiratet, ihr zuliebe zum jüdischen Glauben übergetreten und wurde nach nationalsozialistischer Definition auch wegen seiner jüdischen Vorfahren als Jude betrachtet. Nach Inkrafttreten des nationalsozialistischen Schriftleitergesetzes musste die Vossische Zeitung ihr Erscheinen im März 1934 einstellen und Hirsch verlor seine Beschäftigung. Er emigrierte noch im selben Jahr mit seiner Frau und den zwei kleinen Kindern nach Großbritannien, wo er entfernte Verwandte hatte.
In England traf Hirsch durch die Vermittlung von Bernhard Neumann den Gruppentheoretiker Philip Hall, der ihn ermutigte, sich ganz der Mathematik zuzuwenden. 1937 promovierte er bei Hall an der Universität Cambridge ein zweites Mal, diesmal mit einer Arbeit über polyzyklische Gruppen (A class of infinite soluble groups). Der in diesem Zusammenhang entstandene Begriff der „Hirsch-Länge“ geht auf seinen Namen zurück. 1938 wurde er als Dozent an die University of Leicester berufen.
Von den nationalsozialistischen Polizeiorganen wurde Hirsch nach seiner Emigration als Staatsfeind eingestuft: Im Frühjahr 1940 setzte das Reichssicherheitshauptamt in Berlin ihn auf die Sonderfahndungsliste G.B., ein Verzeichnis von Personen, die im Falle einer erfolgreichen deutschen Invasion Großbritanniens durch die Sonderkommandos der SS-Einsatzgruppen mit besonderer Priorität ausfindig gemacht und verhaftet werden sollten.
Nach dem Ausbruch des Zweiten Weltkriegs wurde Hirsch 1940 – da formal noch immer deutscher Staatsbürger – als „Enemy Alien“ für kurze Zeit auf der Isle of Man interniert, wo er als Koch arbeitete. Nach seiner Entlassung kehrte er nach Leicester zurück. 1947 erhielten Kurt und Elsa Hirsch die britische Staatsbürgerschaft.
1948 ging Hirsch als Professor an das King’s College in Newcastle upon Tyne, die spätere Newcastle University. Dort begann er mit der Übersetzung des Gruppentheorie-Lehrbuchs von Alexander Kurosch aus dem Russischen ins Englische, deren erster Band 1955 erschien. Es folgten Übersetzungen weiterer Werke russischer Mathematiker. Seine eigenen Publikationen befassten sich vor allem mit der Gruppentheorie, er forschte neben polyzyklischen auch über nilpotente und Abelsche Gruppen.
1951 wurde er Professor am Queen Mary College, University of London, wo er bis zum Ende seiner Laufbahn blieb. 1954/55 war er Gastprofessor an der University of Colorado.

## Familie und Sonstiges
Kurt Hirsch war seit 1928 mit Elsa Brühl verheiratet, mit der er einen Sohn und eine Tochter hatte. Er war ein passionierter Schachspieler, der mehrere Meisterschaften in englischen Grafschaften gewann, sowie lebenslang ein begeisterter Hobbykoch.
Kurt Hirsch war ein Schwager des Publizisten Sebastian Haffner.

## Schriften
- Intuition und logische Form. Zur gegenwärtigen Philosophie der Mathematik, 1933. (Dissertation)
- The Automorphism Groups of Abelian P-Groups, 1961.
- Torsion-Free Groups Having Finite Automorphism Groups, 1961.